# Psammodius sulcicollis
Psammodius sulcicollis (лат.) — вид пластинчатоусых жуков из подсемейства афодин. Обитают в песках, в частности у рек. Лет в июне-августе.
Имаго длинной 2,6—4 мм. Тело тёмно-коричневое, чуть блестящее. Усики и ротовые органы жёлтые. Боковые края и основание переднеспинки несут утолщённые щетинки. Жуки характеризуются следующими признаками:
- передние голени с тремя зубцами по наружному краю;
- переднеспинка с поперечными валиками, из которых два задних посередине прерваны короткой продольной бороздкой;
- надкрылья в густых и глубоких бороздках.

Распространен в Европе, Закавказье, Турции, Иране, Казахстане, Монголии, России (европейская часть страны, Южная Сибирь, Амурская область).